# Zmysł równowagi
Zmysł równowagi – umożliwia czucie położenia ciała w przestrzeni. Mieści się w błędniku błoniastym, w uchu wewnętrznym. Tworzą go dwa narządy otolitowe: woreczek i łagiewka oraz 3 kanały półkoliste.
Według teorii ewolucji zmysł równowagi (a także zmysł słuchu) wywodzi się z organu linii bocznej.
Minimalne odczuwalne odchylenie od pionu ciała ludzkiego wynosi około 2–3°, natomiast minimalne odczuwalne przez człowieka przyspieszenie liniowe wynosi 0,15 m/s². Narząd równowagi ma tzw. okres bezwładności, który jest związany z nagłą zmianą przyśpieszenia działającego na człowieka (np. po gwałtownym hamowaniu w samochodzie przez pewien czas trwa wrażenie ruchu) i wynosi on od 5 do 30 sekund.

## Narządy otolitowe

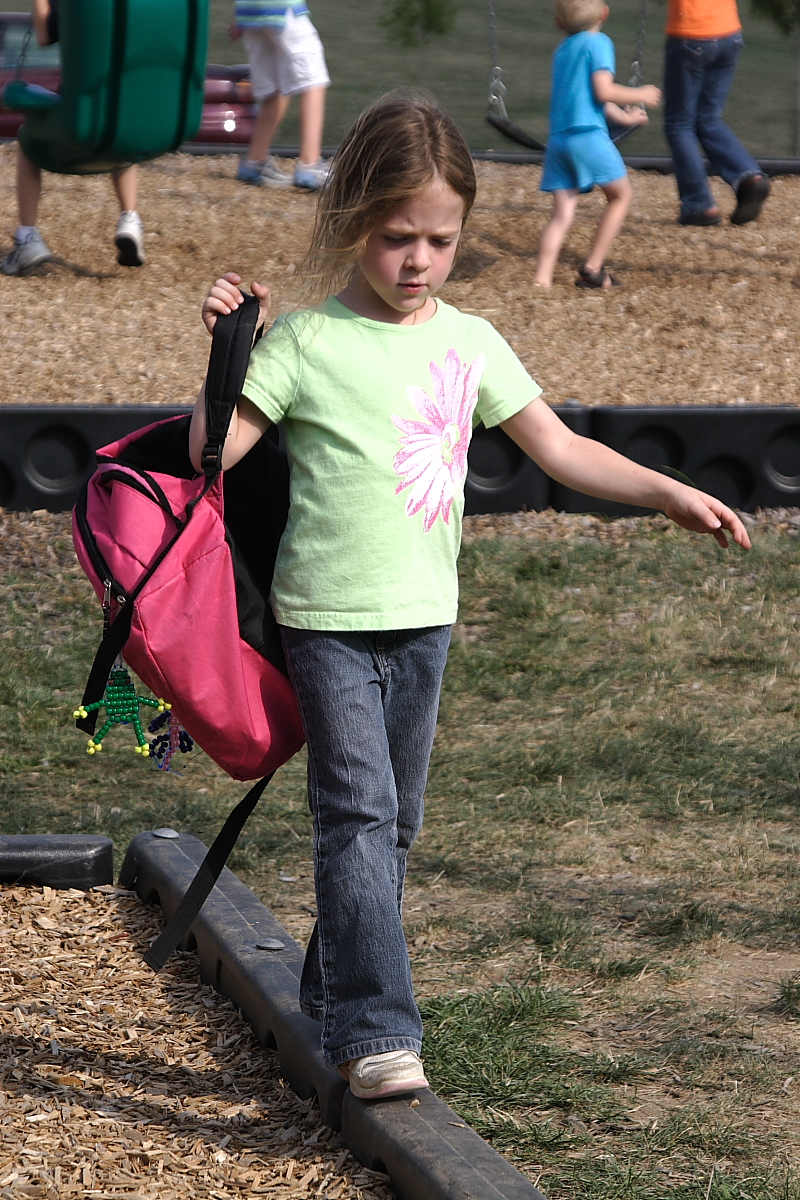
Dziewczynka ćwicząca swój zmysł równowagi

W każdym narządzie otolitowym (łagiewce i woreczku) znajduje się struktura czuciowa zwana plamką. Plamka składa się z nabłonka wraz z włoskowatymi komórkami czuciowymi oraz z błony, w której umieszczone są elementy otolitowe (są to kryształki CaCO3 zwane też kamyczkami błędnikowymi). Zadaniem plamki jest wykrywanie przyspieszenia liniowego. Ze względu na jej ułożenie (pionowe w woreczku i poziome w łagiewce) woreczek jest czuły na zmiany przyspieszenia w kierunku pionowym (np. grawitacja), zaś łagiewka wykrywa odchylenia głowy od pionu.
Receptory w narządach otolitowych są wrażliwe na ruchy o niskiej częstości, które są jedną z przyczyn choroby lokomocyjnej.

## Przewody półkoliste
Są to półkoliste twory wypełnione śródchłonką ułożone prostopadle względem siebie. Przy obrocie głowy śródchłonka z powodu swej bezwładności przesuwa się wolniej, podczas gdy przewód półkolisty wykonuje ruch razem z głową. Następuje więc przesunięcie śródchłonki w stosunku do ścian przewodu. Prąd śródchłonki podrażnia włoski nabłonka nerwowego. Każdy więc ruch głowy jest rejestrowany i podrażnienia zostają przeniesione do ośrodkowego układu nerwowego.

## Fiksacja wzroku
Sygnały z komórek włoskowatych biorą udział w tzw. procesie fiksacji wzroku, czyli ruchu gałek ocznych niezależnie od ruchów głowy. Dzięki temu procesowi możemy np. skupić wzrok na danym przedmiocie ruszając jednocześnie głową.

## Zaburzenia równowagi

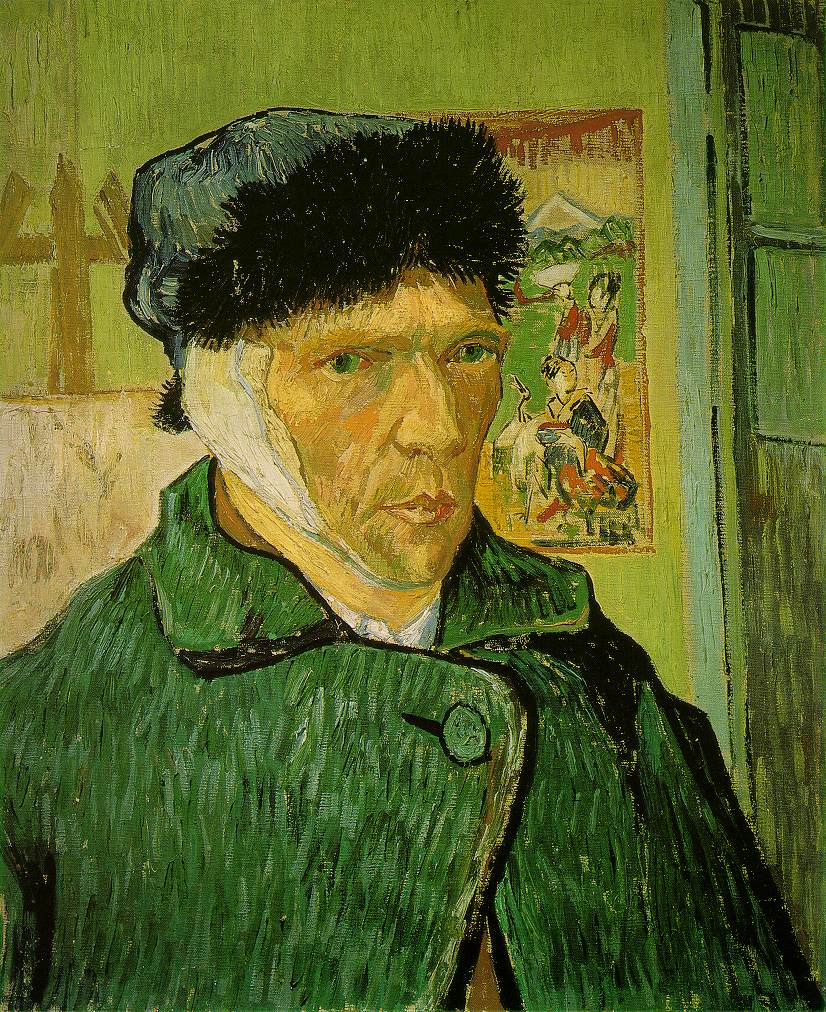
Van Gogh mógł cierpieć na chorobę Meniera

Zaburzenia równowagi mogą być spowodowane przez następujące schorzenia:
- choroba Ménière’a – zaburzenia w regulacji poziomu śródchłonki w błędniku mogą być przyczyną tzw. zespołu Meniera, który oprócz zaburzeń równowagi objawia się nudnościami, dzwonieniem w uszach, a czasem nawet utratą słuchu;
- zapalenie błędnika;
- wędrujące otolity – powodują łagodne położeniowe zawroty głowy; zawroty pojawiają się, gdy pacjent zwiesza głowę w dół, szybko wstaje z łóżka, przekręca się z boku na bok; dolegliwości trwają krótko, ale są intensywne; tego typu zawroty głowy u ludzi starszych zwykle wywołane są pokruszeniem się otolitów; luźne ich kawałki poruszają się w czasie ruchów głową i drażnią błędnik;
- uszkodzenie błony bębenkowej;
- nerwiak nerwu słuchowego;
- udar mózgu.